# کنترل جمعیت انسان
| ۷–۸ فرزند ۶–۷ فرزند ۵–۶ فرزند ۴–۵ فرزند | ۳–۴ فرزند ۲–۳ فرزند ۱–۲ فرزند ۰–۱ فرزند |

نقشه کشورها بر اساس میزان کلی باروری (۲۰۲۰)، با توجه به داده‌های دفتر مرجع جمعیت
۷–۸ فرزند
۶–۷ فرزند
۵–۶ فرزند
۴–۵ فرزند
۳–۴ فرزند
۲–۳ فرزند
۱–۲ فرزند
۰–۱ فرزند

کنترل جمعیت انجام اعمالی است که به‌طور ارادی میزان زاد و ولد را کاهش می‌دهد. کنترل جمعیت معمولاً در کنار تنظیم خانواده مطرح می‌شود و هدف از این دو، کمک به والدین است تا از داشتن فرزند ناخواسته جلوگیری کنند و فاصله بین فرزندان را خود تنظیم نمایند. کنترل جمعیت در ابعاد خرد، باعث کاهش مرگ و میر نوزادان و مادران و پرهیز به دنیا آمدن فرزندهای ناخواسته و در ابعاد کلان باعث بهبود وضعیت آموزش و برخورداری خانواده‌ها از سطح زیستی مناسب و نیز کنترل رشد جمعیت و هماهنگی آن با توسعه اجتماعی و اقتصادی می‌گردد.

## کنترل جمعیت انسان
منظور از کنترل جمعیت در انسان، ایجاد تغییری عامدانه و ساختگی در نرخ رشد جمعیت انسان است.
از نظر تاریخی، کنترل جمعیت انسانی از طریق محدودسازی نرخ زایش، و معمولاً به دستور دولت صورت گرفته‌است. تا به امروز، کنترل جمعیت انسانی به عنوان یک واکنش به عواملی نظیر سطح بالا یا رو به افزایش فقر، نگرانی‌های زیست‌محیطی، دلایل مذهبی و دینی، و جمعیت بیش از اندازه صورت گرفته‌است. در حالی که کنترل جمعیت می‌تواند شامل اقداماتی باشد که زندگی انسان‌ها را با دادن کنترل بیشتر به آن‌ها بر روی تولیدمثل‌شان بهبود بخشد، برخی برنامه‌ها این معیارها را نوعی سوءاستفاده می‌دانند.
در سطح جهانی، جنبش کنترل جمعیت از دهه‌های ۱۹۶۰ و ۱۹۷۰ فعال است، و پروژه‌های بسیاری در زمینهٔ بهداشت تولیدمثل و برنامه‌ریزی برای خانواده‌ها انجام داده‌است. در دههٔ ۱۹۸۰، بین طرفداران کنترل جمعیت و فعالان سلامت زنان تنش بالا گرفت، چرا که فعالان سلامت زنان، حقوق تولیدمثلی زنان را به عنوان بخشی از یک رویکرد حقوق بشری قبول داشتند. مخالفت فزاینده با رویکرد محدود و تک‌بعدی به کنترل جمعیت، منجر به تغییری قابل توجه در سیاست‌های کنترل جمعیت در سال‌های ابتدایی دههٔ ۱۹۹۰ گردید.

## روش‌ها
برای کنترل جمعیت ممکن است از یک مورد یا موارد بیشتری از روش‌های زیر استفاده شود، هر چند که روش‌های دیگری نیز غیر از این‌ها وجود دارد:
- پیشگیری از بارداری
- خودداری (abstinence)
- سقط جنین پزشکی
- کاستن از مهاجرت
- عقیم‌سازی (سترون‌سازی)
- مرگ خودخواسته (Euthanasia)
- نسل‌کشی

روش یا روش‌های گزینش‌شده برای کنترل جمعیت، می‌تواند به‌شدت تحت تأثیر باورهای مذهبی و فرهنگی اعضای جامعه باشد. ناکامی در استفاده از سایر روش‌های کنترل جمعیت، می‌تواند منجر به استفاده از سقط‌جنین یا نوزادکشی به عنوان راه‌حل‌هایی در این زمینه باشد [نیازمند منبع]. همان‌طور که عمل کنترل جمعیت ممکن است در یک کشور جلوه‌ای قانونی - اجباری داشته باشد، ممکن است در کشوری دیگر غیرقانونی یا مشروط باشد، که حاکی از مجادله‌ها پیرامون این موضوع است.

## جنبش کنترل جمعیت
در قرن بیستم، حامیان کنترل جمعیت جذبِ بینش‌های توماس مالتوس، بریتانیایی شدند، که در سال ۱۷۹۸ اثری را زیر عنوان «دربارهٔ اصل جمعیت (An Essay on the Principle of Population)» منتشر کرد. مالتوس معتقد بود که، «جمعیت جامعه، هنگامی که کنترل نشود، با ضریب هندسی (۲، ۴، ۸، ۱۶، ۳۲، پ - م) افزایش می‌یابد، در حالی که منابع غذایی با ضریب محاسباتی (۱، ۲، ۳، ۴، – م) افزایش می‌یابند.» وی همچنین مفاهیم «کنترل‌کننده‌های مثبت» و «کنترل‌کننده‌های پیشگیرانه» را مطرح کرد. «کنترل‌کننده‌های مثبت» مانند بیماری‌ها، جنگ، فجایع و قحطی، از جمله عواملی هستند که مالتوس آن‌ها را در افزایش ضریب مرگ‌ومیر مؤثر می‌دانست.

## کنترل جمعیت در ایران
کشور ایران از دهه ۱۳۲۰ تاکنون دو بار در سال‌های ۱۳۴۶ (به دلیل مهار تدریجی مرگ و میر و دارا بودن باروری طبیعی کنترل نشده) و ۱۳۶۸ (به دلیل نیاز به فرصت برای ترمیم بعد از جنگ)، سیاست کنترل جمعیت را در راستای تعدیل آهنگ رشد جمعیت تجربه کرده‌است.
اولین برنامهٔ کنترل جمعیت در ایران، به توصیهٔ سازمان ملل و در سال ۱۳۳۷ به اجرا گذاشته شد اما برنامه‌های منسجم کنترل جمعیت از سال ۱۳۴۸ آغاز شدند. در سال‌های قبل از انقلاب ۱۳۵۷، رشد جمعیت ایران در اثر این برنامه‌ها از ۱٫۳ درصد به ۱٫۲ درصد کاهش نشان داد. بعد از انقلاب و به واسطه عوامل مختلف مانند تأکید روح‌الله خمینی به داشتن فرزندان بیشتر، نرخ رشد جمعیت شکل صعودی پیدا کرد به شکلی که در اواخر دوران جنگ به حدود ۴ درصد رسید. طبق آمار موجود، در سال‌های ۱۳۶۰ تا ۱۳۷۰ بیش از ۱۸ میلیون نفر به جمعیت ایران اضافه شد.
در سال ۱۳۶۷ نگرانی از افزایش انفجاری جمعیت و پیامدهای اجتماعی و اقتصادی آن، مسئولان را واداشت سیاست‌های جلوگیری از موالید اتخاذ کنند. پس از پایان جنگ هشت سالهٔ ایران و عراق و هم‌زمان با آغاز ریاست جمهوری اکبر هاشمی رفسنجانی در سال ۱۳۶۸ سیاست کنترل جمعیت در ایران با شعار «دو بچه کافی است» و «فرزند کمتر، زندگی بهتر» از سرگرفته شد. ارائهٔ خدمات پیشگیری از بارداری رایگان (مانند عرضهٔ کاندوم رایگان در مراکز بهداشت شهری و روستایی و انجام رایگان وازکتومی) و حذف کلیهٔ سیاست‌های تشویقی ۳ اولاد به بالا بخشی از این سیاست بودند. قانون حذف سیاست‌های تشویقی فرزند سوم به بعد، در سال ۱۳۷۲ رسماً به تأیید شورای نگهبان رسید. این اقدامات منجر به سریع‌ترین کاهش ثبت شده در نرخ رشد جمعیت یک کشور شد و نرخ رشد جمعیت ایران را در مدت کوتاهی از ۳٫۲٪ به ۱٫۲٪ در سال رساند. اجرای این برنامه به‌قدری موفق بود که در سال ۱۹۹۹ جایزهٔ کنترل جمعیت سازمان ملل متحد، به علیرضا مرندی (وزیر بهداشت وقت) اهدا شد.
با این وجود از سال ۱۳۸۹ و در دور دوم ریاست جمهوری محمود احمدی‌نژاد، موضع مسئولان ایران نسبت به سیاست‌های کنترل جمعیت تغییر کرد و تشویق مردم به فرزندآوری آغاز شد. ابراز نگرانی از رشد جمعیت سالمندان در برابر کاهش نرخ زاد و ولد مهم‌ترین دلیل مقامات برای اتخاذ سیاست‌های جدید بود. اما به نظر می‌رسید مسائلی مانند نگرش به جمعیت بیشتر، به عنوان ابزار قدرت در جغرافیای سیاسی و تقویت هنجارهای سنتی از طریق بازگرداندن زن‌ها به جایگاه عرفی مادرانه‌شان، در این تصمیم دخیل بودند. احمدی‌نژاد پیش‌تر و در سال ۱۳۸۴ با ابراز مخالفت با سیاست «کافی بودن دو بچه» گفته بود: «این غربی‌ها خود دچار مشکل هستند و چون رشد جمعیت‌شان منفی است، از این امر نگران هستند و می‌ترسند که جمعیت ما زیاد شود و ما بر آنها غلبه کنیم». او در فروردین ۱۳۸۹ از تأسیس صندوق «آتیه» با موجودی یک میلیون تومانی برای هر نوزاد خبر داد اما ازآن‌جا که برای این طرح بودجه‌ای پیش‌بینی نشده بود، اجرای آن متوقف شد.
پس از اعلام سرشماری سال ۱۳۹۰ سید علی خامنه‌ای هم به جرگهٔ موافقان افزایش جمعیت پیوست و با اشاره به ضرورت بازنگری در سیاست‌های جمعیتی، از مسئولان خواست با جدیت در مورد سیاست کنترل جمعیت تجدید نظر کنند. او طی یک سخنرانی اذعان کرد که سیاست «تحدید نسل» اشتباه بوده که باید از اواسط دههٔ ۷۰ متوقف می‌شده و ابراز امیدواری کرد که خدای متعال و تاریخ این اشتباه را ببخشند. خامنه‌ای در آبان ۱۳۹۲ با تأکید بر این‌که نداشتن درآمد، شغل و خانه نباید مانع از ازدواج و فرزندآوری شود گفت: «بنده همچنان معتقدم کشور ما کشور هفتاد و پنج میلیونی نیست، کشور ما کشور صد و پنجاه میلیونی [است]، حالا ما دستِ کم را گرفتیم گفتیم صد و پنجاه میلیون؛ بیشتر هم می‌شود گفت.» او در سال ۱۳۹۸ با طرح این ادعا که «خانواده‌های آمریکایی ۱۵ تا ۲۰ بچه دارند اما نوبت به ما که می‌رسد تشویق می‌شویم به کم‌فرزندی» به حمایتش از سیاست فرزندآوری بیشتر تأکید کرد. بررسی آمار رسمی (هم‌زمان با صحبت‌های خامنه‌ای) نشان می‌دهد میانگین شمار فرزندان هر خانوادهٔ آمریکایی ۱٬۹ نفر و در ایران حدود ۱٬۷ نفر بوده‌است.
با وجود ابراز نگرانی مقامات ایرانی از کاهش جمعیت جوان و توصیه و تشویق‌هایشان به فرزندآوری بیشتر، بررسی آمار سال ۱۳۹۸ نشان می‌دهد این سیاست‌ها آنچنان که باید کارگر نبوده‌اند. در سال ۱۳۹۸ جمعیت ایران به حدود ۸۳ میلیون نفر رسیده که رشد ۱٬۲۴ درصدی نسبت به جمعیت ۸۰ میلیونی سال ۱۳۹۵ را نشان می‌دهد. بررسی‌ها نشان می‌دهند عوامل متعددی مانند بیکاری جوانان و مشکلات اقتصادی، بر کاهش تمایل آن‌ها به ازدواج و فرزندآوری مؤثر بوده‌اند. طبق آمار منتشره در سال ۹۸، آمار ازدواج در ایران طی یک دهه ۴۰ درصد کاهش یافته‌است.

## چین
جمهوری خلق چین پس از دورهٔ مائو تسه‌تونگ سیاست «یک خانواده، یک کودک» را تصویب کرد. سیاست تضمین رفاه اجتماعی که دنگ ژیائوپینگ در چین دنبال می‌کرد علت اتخاذ چنین تصمیمی بود. در سال ۲۰۱۵ و با گذشت چند دهه از اجرای طرح تک‌فرزندی، دولت چین از سیاست یک خانواده یک کودک فاصله گرفت و قانون جدیدی را وضع کرد که طبق آن خانواده‌ها مجاز به داشتن ۲ فرزند بودند. مخالفت شهروندان چینی با آن سیاست و نگرانی از پیر شدن جمعیت کشور، از دلایل لغو قانون تک فرزندی بودند. در نتیجهٔ تصویب قانون جدید، در سال ۲۰۱۶ میلادی حدود ۱۸٫۵ میلیون نوزاد در چین متولد شدند که بالاترین میزان زاد و ولد در آن کشور، از سال ۲۰۰۰ به این سو محسوب می‌شود.
در سال ۲۰۱۸ اعلام شد چین در راستای پایان دادن به محدودیت دو فرزند برای هر خانواده، تا سال ۲۰۲۰ قوانین جدیدی را تصویب خواهد کرد. اما به‌نظر می‌رسد به‌دلیل مسائل عمدتاً اقتصادی بسیاری از شهروندان چینی پس از تصویب طرح جدید، کماکان از همان سیاست «یک خانواده، یک کودک» پیروی کنند.

## کتابها
- «فراز و نشیب جمعیتِ انسان» - اثر پل ارلیک، آن ارلیک، ترجمهٔ آرش حسینیان ۱۳۹۴ نسخه‌ی دیجیتال
- «برای چند نفر جا هست؟» ترجمهٔ عبدالحسین وهاب زاده- نشر جهاد دانشگاهی مشهد.